# Canuto Lavard
Canuto Lavard (o Knut o anche Knud; Roskilde, 12 marzo 1096 – Ringsted, 7 gennaio 1131) fu dal 1119 al 1130 duca dello Schleswig. Dal 1129 fu posto da Lotario II sul trono degli obodriti.

## Biografia
Era figlio del re di Danimarca Eric I e della di lui consorte Bodil Thrugotsdatter. Fu cresciuto alla corte dell'imperatore Lotario II. Verso il 1115 lo zio Niels, re di Danimarca lo nominò Jarl nello Schleswig, con il compito di difendere le terre dagli assalti dei Venedi, una popolazione di origine slava.
Egli riuscì molto bene nel suo compito, divenendo persino capo di questa popolazione.
Divenuto duca di Danimarca fece compiere numerose opere fra le quali l'erezione della Siegesburg.
Nel 1129 assunse la successione del principe obodrita Enrico dell'Antica Lubecca, mentre otteneva dal padre affidatario, l'imperatore Lotario II, l'infeudamento della terra degli slavi obroditi.
Egli poté rafforzare militarmente il suo potere e fu riconosciuto infine come principe dagli Obodriti, dai Wagri e presumibilmente anche dai Polabi.
Promosse i commerci e fondò la Knudsgilde (Gilda di Canuto), associazione di mercanti con sede nella propria residenza nello Schleswig.
Questo accrebbe le sue possibilità quale candidato al trono di Danimarca, in competizione con il suo cugino Magnus, che intendeva subentrare al padre Niels di Danimarca.
Durante una riunione dei pretendenti al trono nella foresta di Haraldsted presso Ringsted, nell'isola di Zelanda, Canuto venne assassinato.
Il fratellastro Eric, detto Emune intraprese subito la lotta contro Magnus, che morì l'anno successivo nella battaglia di Fotvik in Scania. Lo zio Niels, dopo aver combattuto accanto al figlio ed essere stato sconfitto, fuggì ai seguaci di Eric Emune nello Schleswig, ma qui fu ucciso dai confratelli della Knudsgilde.

## Matrimonio e discendenza
Canuto Lavard sposò Ingeborg, figlia di Mstislav I di Kiev e di Cristina Ingesdotter di Svezia. Dalla moglie ebbe:
- Valdemaro (1131 – 1182), re di Danimarca dal 1157 fino alla morte;
- Margherita, andata sposa a Stig Hvitaledr
- Cristina (1118 – 1139), andata sposa nel 1133 a Magnus IV di Norvegia;
- Caterina, andata sposa (c.a. 1159) a Pribislav Henry, ultimo principe degli Hevelli.

## Culto
Canuto fu venerato quale difensore e promotore della Chiesa e nel 1169 fu proclamato santo da papa Alessandro III. Fu dichiarato santo patrono della Knudsgilde, che presto si diffuse in numerose città scandinave, e di conseguenza anche il culto di Canuto ebbe larga diffusione. Dal XIV secolo tuttavia esso declinò e fu parzialmente sostituito da quello tributato all'omonimo zio Canuto IV di Danimarca.

## Ascendenza
|                        |   |                     | Genitori             |  |  | Nonni |  |  | Bisnonni        |  |  | Trisnonni           |  |
|                        |   |                     |                      |  |  |       |  |  | Ulf Thorgilsson |  |  | Thorgils Sprakalägg |  |
|                        |   |                     |                      |  |  |       |  |  | Ulf Thorgilsson |  |  | Thorgils Sprakalägg |  |
|                        |   | …                   |                      |  |  |       |  |  | Ulf Thorgilsson |  |  |                     |  |
| Sweyn II di Danimarca  |   |                     |                      |  |  |       |  |  | Ulf Thorgilsson |  |  |                     |  |
|                        |   | Estrid Svendsdatter | Sweyn I di Danimarca |  |  |       |  |  |                 |  |  |                     |  |
|                        |   | Estrid Svendsdatter | Sweyn I di Danimarca |  |  |       |  |  |                 |  |  |                     |  |
|                        |   | Estrid Svendsdatter | …                    |  |  |       |  |  |                 |  |  |                     |  |
| Eric I di Danimarca    |   | Estrid Svendsdatter |                      |  |  |       |  |  |                 |  |  |                     |  |
|                        |   | …                   | …                    |  |  |       |  |  |                 |  |  |                     |  |
|                        |   | …                   | …                    |  |  |       |  |  |                 |  |  |                     |  |
|                        |   | …                   | …                    |  |  |       |  |  |                 |  |  |                     |  |
| Gunnhildr Sveinsdóttir |   | …                   |                      |  |  |       |  |  |                 |  |  |                     |  |
|                        |   | …                   | …                    |  |  |       |  |  |                 |  |  |                     |  |
|                        |   | …                   | …                    |  |  |       |  |  |                 |  |  |                     |  |
|                        |   | …                   | …                    |  |  |       |  |  |                 |  |  |                     |  |
| Canuto Lavard          |   | …                   |                      |  |  |       |  |  |                 |  |  |                     |  |
|                        | … | …                   |                      |  |  |       |  |  |                 |  |  |                     |  |
|                        | … | …                   |                      |  |  |       |  |  |                 |  |  |                     |  |
|                        | … | …                   |                      |  |  |       |  |  |                 |  |  |                     |  |
| …                      | … |                     |                      |  |  |       |  |  |                 |  |  |                     |  |
|                        |   | …                   | …                    |  |  |       |  |  |                 |  |  |                     |  |
|                        |   | …                   | …                    |  |  |       |  |  |                 |  |  |                     |  |
|                        |   | …                   | …                    |  |  |       |  |  |                 |  |  |                     |  |
| Bodil Thurgotsdatter   |   | …                   |                      |  |  |       |  |  |                 |  |  |                     |  |
|                        |   | …                   | …                    |  |  |       |  |  |                 |  |  |                     |  |
|                        |   | …                   | …                    |  |  |       |  |  |                 |  |  |                     |  |
|                        |   | …                   | …                    |  |  |       |  |  |                 |  |  |                     |  |
| …                      |   | …                   |                      |  |  |       |  |  |                 |  |  |                     |  |
|                        |   | …                   | …                    |  |  |       |  |  |                 |  |  |                     |  |
|                        |   | …                   | …                    |  |  |       |  |  |                 |  |  |                     |  |
|                        |   | …                   | …                    |  |  |       |  |  |                 |  |  |                     |  |
|                        |   | …                   |                      |  |  |       |  |  |                 |  |  |                     |  |